# Hiperplazija
Hiperplazíja pomeni čezmerno povečanje organa ali tkiva zaradi nastajanja novih celic. Pri hiperplaziji je sicer število celic povečano, vendar so celice pod mikroskopom normalnega videza. Pri tem gre za čezmerno razraščanje novih celic določenega tkiva kot posledice celične proliferacije, ki nastane zaradi določenega dražljaja  in je reverzibilna oziroma povratna.  Kaže se lahko tudi v makroskopskem povečanju prizadetega organa. Izraz se mestoma neustrezno uporablja tudi kot sopomenka za nerakavo novotvorbo oziroma benigni tumor, ki pa nastane avtonomno in ni reverzibilna.
Hiperplazijo lahko spremlja tudi hipertrofija celic. Medtem ko gre pri hiperplaziji za povečano število celic, ki so sicer normalnega izgleda, so pri hipertrofiji celice povečane.

## Vzroki
Hiperplazija je lahko posledica različnih vzrokov, na primer kroničnega vnetja, hormonskih motenj ali nastane kot kompenzacijski mehanizem pri poškodbah (denimo povečana proliferacija celic temeljne plasti pokožnice zaradi poškodbe kože) ali drugih bolezenskih stanjih. Hiperplazija je lahko povsem nenevarna ali celo normalna. Primer normalnega hiperplastičnega odziva je razrast in razmnožitev žleznega tkiva v dojki, ki proizvaja materino mleko, kot odziv na nosečnost in s tem kot priprava na dojenje po porodu.

## Mehanizem
Hiperplazija je (normalen) fiziološki odziv na določene dražljaje; pri tem celice hiperplastične razrasti ostajajo pod nadzorom normalnih regulacijskih celičnih mehanizmov. Lahko pa je hiperplazija tudi patološki odziv, če jo povzroči na primer nenormalno povišana raven hormonov ali rastnih dejavnikov. Vendar pa tudi celice patofiziološkega hiperplastičnega dogajanja ostajajo pod nadzorom rastnih hormonov in se njihova proliferacija ustavi, če dražljaj, ki hiperplazijo povzroča, preneha. S tem se hiperplazija razlikuje od neoplazije, ki je proces v ozadju nastanka rakavih ali nerakavih novotvorb. Pri tem gre za razraščanje genetsko nenormalnih celic, katerih proliferacije ne nadzorujejo normalni celični regulatorni mehanizmi oziroma se celice ne odzivajo na normalne dražljaje. Je pa lahko hiperplastično dogajanje predstopnja neoplazije.